# Síndrome del destret respiratori de l'adult
La síndrome del destret respiratori de l'adult, també coneguda com a pulmó blanc, pulmó de xoc o pulmó de sèpsia és una síndrome caracteritzada per edema pulmonar d'origen no cardiogènic, un quadre respiratori agut (es desenvolupa en menys de 72 hores) que apareix en gent sense patologia prèvia.
El que es dona és una alteració de la permeabilitat dels capil·lars pulmonars, a més d'una disfunció del surfactant, que dona lloc a col·lapse alveolar i causa insuficiència respiratòria.

## Epidemiologia
La seva mortalitat és elevada, de l'ordre del 60%. A Espanya, les úniques dades fidedignes sobre la seva incidència són les de Canàries, amb una incidència anual d'1,5 casos per cada 100.000 habitants. Es creu que la incidència ha disminuït degut a la millor detecció clínica, i a la millora del tractament.

## Fisiopatologia
Una alteració de la microcirculació pulmonar (els neutròfils són les cèl·lules clau en el dany a l'endoteli) provoca extravasació del plasma ric en proteïnes, desenvolupant edema i posant en marxa tot el conjunt de sistemes del complement, factors de coagulació i cèl·lules del sistema inflamatori.
Tot això contribueix a l'aparició d'hemoconcentració i hipertensió pulmonar. Hi ha àrees del pulmó no ventilades, però que mantenen el flux sanguini. Això dona lloc al col·lapse d'unitats alveolars: es redueix el volum pulmonar i la distensibilitat d'aquest, augmenta el treball respiratori i apareix insuficiència respiratòria.

## Anatomia patològica
Macroscòpicament, hi ha un augment de pes i consistència pulmonar, congestió, edema i exsudat sanguinolent. Microscòpicament hi ha dany alveolar difús; en una primera setmana caracteritzat per edema i formació de les membranes hialines; mentre que la segona setmana apareix la hiperplàsia del revestiment alveolar i fibrosi; i és després que s'observa la fibrosi intersticial i alteracions vasculars (congestió).